# لاري برانسون
لاري برانسون (بالإنجليزية: Larry Brunson)‏ هو لاعب كرة قدم أمريكية أمريكي، ولد في 11 أغسطس 1949 في ليتل روك في الولايات المتحدة.